# Louise Leroy
Pour les articles homonymes, voir Leroy.
Louise Leroy, née le 26 septembre 1879 à Quincy-sous-Sénart (Essonne) et morte le 18 septembre 1969 à Paris (16e arrondissement) est une peintre française d'arts décoratifs et de paysages. 

## Biographie

### Famille et formation
Louise Cécile Leroy nait en 1879 chez Louis Lehodey, son arrière-grand-père qui est alors maire de Quincy-sous-Sénart. Isidore Leroy, son grand-père paternel, est l'inventeur des premiers papiers peints imprimés mécaniquement, médaille d'or de l'Exposition universelle de 1867. Ses parents, Charles Isidore Leroy et Aline Émeline Brion, sont domiciliés rue Taitbout à Paris (9e). Son père, devenu propriétaire des usines de papiers peints fondées en 1842, fait construire en 1889 le château éponyme de Quincy-sous-Sénart. Tandis que son frère ainé et sa sœur cadette contractent des mariages avec d'autres familles aisées, Louise reste célibataire. Sa mère décède en 1892.
Elle se consacre aux arts appliqués, élève de Mademoiselle Favre entre 1902 et 1903, puis élève de Mathilde Delattre vers 1910, et devient aussi peintre de paysages. Élève de Thérèse Gaudrion vers 1920, elle s'adonne également à la miniature.

### Carrière
Louise Leroy expose de 1901 à 1935 au moins.
Membre de l'Union des femmes peintres et sculpteurs (son père participe avec elle dès 1897 à son banquet annuel), elle y expose au moins en 1901, 1902 (cuirs d'art), 1903 (garniture de toilette), 1910 (Les Cyprès, aquarelle), 1911 (où Guillaume Apollinaire remarque ses "grandes aquarelles traitées comme des peintures à l'huile") et 1933.
Elle participe à de nombreuses éditions du Salon des artistes français à partir de 1902 (couvre-livre en cuir repoussé, étude de crabe), en 1903 (Libellules et feuilles de nénuphar, objets d'art), 1910 (Dernier rayon et Solitude, aquarelles), 1911 (Coin de forêt, aquarelle), 1913 (Effet de soleil et Automne, aquarelles), 1914 (Le vieux mur et Allée verte, aquarelles), 1920, 1921 (Herbes hautes, aquarelle et Deux paysages, miniatures sur ivoire), 1922, 1923, 1924, 1926, 1927 (L'étang le soir, gouache), 1929 (Cinéraires, aquarelle ; Bandeau et Oiseaux et fleurs, soies peintes), 1930 (Le panier aux pommes vertes, aquarelle), 1931 (soies peintes), 1934 et 1935. Sociétaire en 1911, elle reçoit deux mentions honorables (en peinture en 1920, et en 1926 en arts appliqués), et une plaquette de bronze en 1931 (concours de la Société d'encouragement à l'art et à l'industrie).
Elle est aux Aquarellistes à la galerie Brunner en 1912 avec Blanche Odin, Mathilde Delattre, Marie-Thérèse Dethan-Roullet, Camille Carlier, Gabriel d'Apchier, Zabeth, etc., et y présente Couchant, où « l'air circule sous les arbres et jusqu'à l'horizon bordé par la forêt »; en 1916, elle accroche à la Galerie Brunner au Salon de la miniature, de l'aquarelle et des arts précieux.
En province, elle expose des objets de parure au salon de Nancy de 1906 et au salon de 1931 des Femmes artistes à Bordeaux (créé par Marguerite Jacquelin) où elle expose plusieurs soies peintes et coussins.
Son père meurt en 1921 ce qui doit lui assurer un héritage confortable ; en 1924, les trois enfants Leroy vendent le château familial de Quincy-sous-Sénart. Louise bénéficiera de nombreux domiciles : 22 rue de l'Élysée à Paris (8e) de 1901 à 1923, Chenay (Loir-et-Cher) de 1924 à 1931, 19 rue St-James à Neuilly-sur-Seine en 1927, Montereau dans l'Yonne dans les années 1930, Villa la Marjolaine à Vulaines-sur-Seine (Seine-et-Marne) en 1932, Villa Sylvie à Barbizon (Seine-et-Marne) en 1934 et 1935. Elle séjourne souvent dans les années 1930 dans la maison Le Hanneton de son amie Mathilde Delattre au Grand Andely.

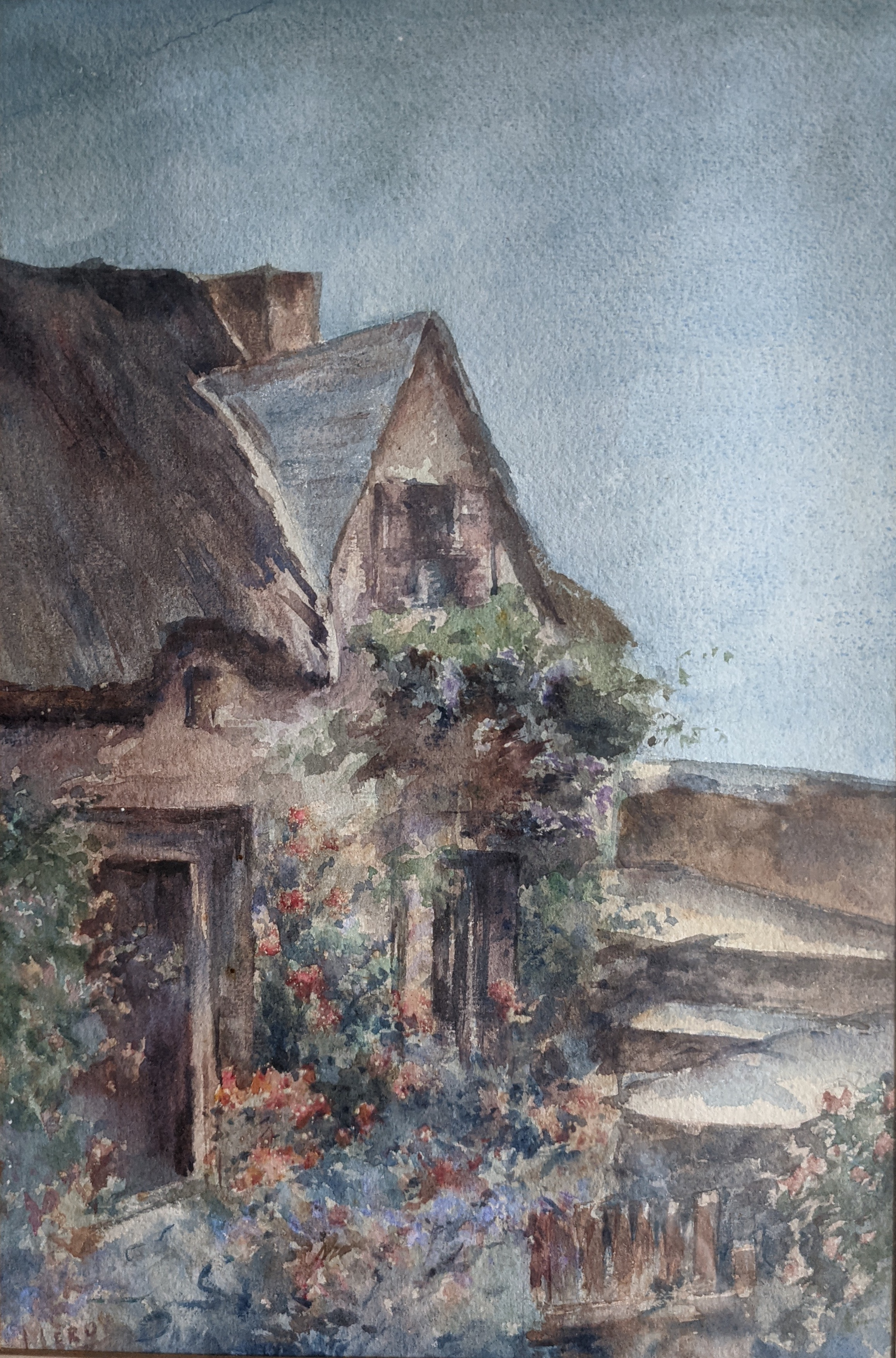
Louise Leroy, Le Hanneton (maison de son amie Mathilde Delattre au Grand Andely), vers 1930, aquarelle (coll. particulière).

Elle meurt en 1969 à son domicile du 12 avenue Jules-Janin à Paris à l'âge de 89 ans.